# Jean-Luc Vannuchi
Jean-Luc Vannuchi (Marsiglia, 13 settembre 1970) è un allenatore di calcio ed ex calciatore francese, di ruolo difensore, commissario tecnico della Nazionale Under-18 francese.

## Palmarès

### Giocatore

#### Competizioni nazionali
- Campionato francese di seconda divisione: 1

Nizza: 1993-1994

#### Competizioni internazionali
- Coppa Intertoto UEFA: 1

Guingamp: 1996